# Stenoma juvenalis
Stenoma juvenalis es una especie de polilla del género Stenoma, orden Lepidoptera. Otros la colocan en el género Antaeotricha (Antaeotricha juvenalis). Fue descrita científicamente por Meyrick en 1930.
Se encuentra en Brasil.